# Gudrun Wedel
 Gudrun Wedel (* 1949 in Wenings) ist eine deutsche Historikerin.

## Leben
Gudrun Wedel wurde 1949 in Wenings in Hessen geboren und studierte Germanistik, Geschichte und Kunstgeschichte in Frankfurt am Main sowie an der Freien Universität Berlin. 1997 promovierte sie im Fach Geschichte. Um etwa 1970 fing sie an, Autobiografien von Frauen aus dem 19. Jahrhundert zu erforschen, wofür sie 2000 den Margherita-von-Brentano-Preis erhielt. Im gleichen Jahr veröffentlichte sie ihr erstes Buch Lehren zwischen Arbeit und Beruf, Einblicke in das Leben von Autobiografinnen aus den 19. Jahrhundert. 2010 veröffentlichte sie das Buch Autobiographien von Frauen: ein Lexikon zum gleichen Thema.

## Veröffentlichungen
- Autobiographien von Frauen: ein Lexikon. Böhlau Verlag, Köln/Weimar/Wien 2010, ISBN 978-3-412-20585-0
- Lehren zwischen Arbeit und Beruf, Einblicke in das Leben von Autobiografinnen aus dem 19. Jahrhundert. Wien/Köln/Weimar 2000.[3]